# Sekund
 For alternative betydninger, se Sekund (flertydig). (Se også artikler, som begynder med Sekund)
 "Sekunder" omdirigeres hertil. For andre betydninger af Sekunder, se Sekunder (film). Denne artikel bør gennemlæses af en person med fagkendskab for at sikre den faglige korrekthed.

Sekund er en måleenhed for tid med symbolet s, og er en af de syv grundlæggende SI-enheder. Et minut er 60 sekunder og en time er 3600 sekunder. 'Sekund' er en forkortelse af pars minuta secunda (latin: den anden formindskelsesgrad).
Sekundet har siden 1967 været defineret som tiden for 9.192.631.770 svingninger af den elektromagnetiske stråling, der udsendes ved overgangen mellem de to hyperfinstruktur-niveauer af et cæsium-133-atoms grundtilstand. Indtil 1956 blev sekundet defineret som 1/86.400 af middelsoldøgnet (24 × 60 × 60 = 86.400). Inden den nuværende definition blev vedtaget, var et sekund defineret, som en brøkdel af det tropiske år (1900).
Analoge ure og armbåndsure har ofte 60 markeringer, som repræsenterer sekunder og en "sekundviser", som markerer tidens passage i sekunder. Digitale ure og armbåndsure har ofte en to-cifret sekundtæller.
Sekundet benyttes også i andre enheder for mål, bl.a. i meter per sekund, {\displaystyle {\text{m/s}}}, for hastighed og fart, meter per sekund per sekund, {\displaystyle {\text{m/s}}^{2}}, for acceleration og per sekund, {\displaystyle {\text{1/s}}={\text{s}}^{-1}}, for frekvens.
Flere sekunder tælles normalt i timer og minutter. Brøkdele af et sekund tælles normalt i tiendedele eller hundrededele. I videnskabeligt arbejde tælles små Brøkdele af et sekund i millisekunder (tusindedele), mikrosekunder (milliondele), nanosekunder (milliarddele) og nogle gange mindre enheder af et sekund. En daglig oplevelse med små fraktioner af et sekund er en 1-gigahertz mikroprocessor, der har en cyklustid på 1 nanosekund. Et kameras ”lukkerhastighed” udtrykkes ofte i brøkdele af et sekund, såsom 1⁄30 sekund eller 1⁄1000 sekund.
De første tidsangivere, der kunne tælle sekunder nøjagtigt, var pendulure, der blev opfundet i det 17. århundrede. Fra 1950'erne blev atomure bedre tidsmålere end Jordens rotation, og de sætter i dag fortsat standarden.

## Definition af et sekund gennem historien
Der har været tre forskellige definitioner af sekundet: som en brøkdel af en dag, som en brøkdel af et ekstrapoleret år og som mikrobølgefrekvensen af et cæsiumatomur

### Brøkdel af en dag
De tidligste mekaniske ure, der dukkede op i det 14. århundrede, delte timen op i halvdele, tredjedele, fjerdedele og nogle gange endda 12 dele, men aldrig med 60. Timen blev altså ikke forstået som varigheden af 60 minutter. Det var ikke praktisk for tidtagerne at overveje minutter, indtil de første mekaniske ure, der viste minutter, optrådte i slutningen af 1500-tallet og på det tidspunkt var sexagesimal tidsinddeling allerede veletableret i Europa.
De første ure der viste sekunder kom frem i løbet af sidste halvdel af 1500-tallet. Sekundet blev nøjagtigt målbar da man udviklede mekaniske ure der viste tiden som dagen delt op i 24 lige lange timer, i modsætning til den tilsyneladende tid man brugte før, hvor der også var 24 timer, hvis længder var forskellige så de passede med hvor mange timer der var lyst om dagen og som blev vist af solure. Det tidligste fjederdrevne ur med en ekstra viser, der markerede sekunder, er et usigneret ur, der afbilder Orpheus i Fremersdorf-samlingen, dateret mellem 1560 og 1570. I 3. fjerdedel af det 16. århundrede, byggede Taqi al-Din et ur med mærker ud for hvert 1/5 minut. I 1579 byggede Jost Bürgi et ur til William af Hesse, der markerede sekunder. I 1581 redesignede Tycho Brahe de ure på sit observatorium, der kun viste minutter så de også viste sekunder, selvom disse sekunder ikke var nøjagtige.
1656 opfandt den hollandske videnskabsmand Christiaan Huygens det første pendulur. Det havde en pendullængde på lige under en meter, hvilket gav den en svingning på et sekund og det tikkede hvert sekund. Det var det første ur, der nøjagtigt kunne holde tiden i sekunder. I 1730'erne, 80 år senere, kunne John Harrisons maritime kronometre holde tiden nøjagtig inden for et sekund på 100 dage.
Den britiske sammenslutning for videnskab (BAAS) erklærede i 1862, at "alle videnskabsmænd er enige om at bruge sekundet af gennemsnitlig soltid som tidsenhed." I 1940'erne blev sekundet defineret som 1/86.400 af en gennemsnitlig soldag.

### En brøkdel af et ekstrapoleret år
I slutningen af 1940'erne blev det kvartsbaserede krystaloscillatorur opfundet som havde en driftsfrekvens på ~ 100 kHz for at holde tiden med nøjagtighed bedre end 1/108 over en driftsperiode på en dag. Det blev tydeligt, at sådanne ure holdt bedre tid end Jordens rotation. Metrologer vidste også, at Jordens bane omkring solen (et år) var meget mere stabil end jordens rotation. Dette førte til forslag allerede i 1950 om at definere sekundet som en brøkdel af et år.
Jordens bevægelse blev beskrevet i Newcombs Tables of the Sun (1895), og forudsatte en formel til beregning af solens bevægelse baseret på astronomiske observationer foretaget mellem 1750 og 1892. Dette resulterede i vedtagelse af en efemeride-tidsskala som blev udtrykt gennem enheder af det siderale år. Denne ekstrapolerede tidsskala bringer de observerede positioner af himmellegemerne i overensstemmelse med Newtons dynamiske teorier om deres bevægelse. I 1955 blev det tropiske år betragtet som mere grundlæggende end det siderale år og det tropiske år blev valgt af IAU som tidsenhed. Det tropiske år i definitionen blev ikke målt, men beregnet ud fra en formel, der beskriver et gennemsnit af tropisk år, der faldt lineært over tid.
I 1956 blev sekundet omdefineret i form af et år i forhold til tiden i år 1900. sekundet blev således defineret som "brøkdelen 1/31 556 925 9747 af det tropiske år for 1900 januar 0 på 12 timer efemeridetid". Denne definition blev vedtaget som en del af det internationale system af enheder i 1960.

### Mikrobølgefrekvensen af et cæsiumatomur
Selv de bedste mekaniske, elektrisk drevne og kvartskrystalbaserede ure udvikler uoverensstemmelser, og praktisk talt ingen er gode nok til at realisere et ephemeris-sekund. Langt bedre til tidsmåling er den naturlige og nøjagtige "vibration" i et aktiveret atom. Frekvensen af vibrationer (dvs. stråling) er meget specifik, afhængigt af atomtypen, og hvordan det aktiveres. Siden 1967 er sekundet blevet defineret som 9.192.631.770 svingninger af den elektromagnetiske stråling der udsendes ved overgangen mellem de to hyperfinstruktur-niveauer af grundtilstanden af et cæsium-133-atom. " (ved en temperatur på 0 K). Denne længde på et sekund blev valgt til at svare nøjagtigt til længden af den tidligere definerede ephemeris-sekund. Atomur bruger en sådan frekvens til at måle sekunder ved at tælle cyklusser pr. sekund ved den frekvens. Stråling af denne art er et af de mest stabile og reproducerbare naturfænomener. Den nuværende generation af atomur er nøjagtigt til et sekund på få hundrede millioner år.
Atomure definerer nu længden af sekundet og er tidsstandarden for verden.

## SI-omregning
Ligesom andre SI-enheder kan sekund få tilføjet SI-præfiks (fx nano-). Normalt benyttes kun præfikser mindre end 1, længere tidsrum angives i minutter, timer, døgn, uger, måneder eller år.
| Mindre end et sekund | Mindre end et sekund | Mindre end et sekund |
| -------------------- | -------------------- | -------------------- |
| Værdi                | SI symbol            | Navn                 |
| 10−1 s               | ds                   | Decisekund           |
| 10−2 s               | cs                   | Centisekund          |
| 10−3 s               | ms                   | Millisekund          |
| 10−6 s               | µs                   | Mikrosekund          |
| 10−9 s               | ns                   | Nanosekund           |
| 10−12 s              | ps                   | Picosekund           |
| 10−15 s              | fs                   | Femtosekund          |
| 10−18 s              | as                   | Attosekund           |
| 10−21 s              | zs                   | Zeptosekund          |
| 10−24 s              | ys                   | Yoctosekund          |

| Mere end et sekund | Mere end et sekund | Mere end et sekund | Mere end et sekund         |
| ------------------ | ------------------ | ------------------ | -------------------------- |
| Værdi              | SI symbol          | Navn               | Læsbar                     |
| 101 s              | das                | Decasekund         | 10 sekunder                |
| 102 s              | hs                 | Hektosekund        | 1 minut og 40 sekunder     |
| 103 s              | ks                 | Kilosekund         | 16 minutter og 40 sekunder |
| 106 s              | Ms                 | Megasekund         | 11,6 dage                  |
| 109 s              | Gs                 | Gigasekund         | 31,7 år                    |
| 1012 s             | Ts                 | Terasekund         | 31.700 år                  |
| 1015 s             | Ps                 | Petasekund         | 31,7 millioner år          |
| 1018 s             | Es                 | Exasekund          | 31,7 milliarder år         |
| 1021 s             | Zs                 | Zettasekund        | 31,7 billioner år          |
| 1024 s             | Ys                 | Yottasekund        | 31,7 billiarder år         |